# Gemmatimonadales
Ordre
Les Gemmatimonadales sont un ordre monotypique de bacilles Gram négatifs de la classe des Gemmatimonadia. Son nom provient de Gemmatimonas qui est le genre type de cet ordre.
Selon la LPSN (3 mai 2025) cet ordre ne contient qu'une seule famille, les Gemmatimonadaceae Zhang et al. 2003.

## Taxonomie
Cet ordre est proposé en 2003 par H. Zhang et al. pour recevoir l'espèce Gemmatimonas aurantiaca isolée d'un bioréacteur traitant des eaux usées. Il est validé la même année par une publication dans l'IJSEM.